# Viaje de Wolfgang Amadeus Mozart a Berlín

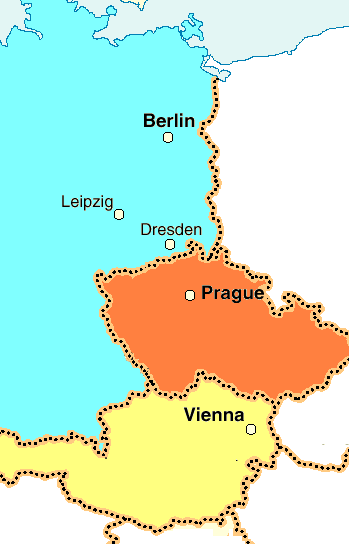
Las ciudades de Viena, Praga, Dresde y Berlín están aproximadamente en un eje norte-sur, entre las naciones actuales de Austria (color bronce), República Checa (naranja) y Alemania (azul claro); Leipzig está situada algo al oeste de este eje. Las distancias son: Viena-Praga, 251 kilómetros; Praga-Dresde, 118 km; Dresde-Leipzig, 102 km; y Leipzig-Berlín, 153 km.

Wolfgang Amadeus Mozart realizó numerosos viajes en su vida y, entre otros lugares, visitó Berlín. Este viaje fue uno de los más largos que realizó siendo adulto. Comenzó el 8 de abril de 1789 y recorrieron varias ciudades al norte de su ciudad de adopción, Viena, entre las que se encontraban Praga, Leipzig y Dresde. Terminó con su regreso a Viena el 4 de junio de 1789.

## Antecedentes y salida
El viaje tuvo lugar durante un periodo difícil en la carrera de Mozart cuando no ganaba demasiado dinero con los conciertos y los ingresos por la composición de óperas no mejoraron su situación económica. Tenía que pedir prestado dinero, por ejemplo a su amigo Michael Puchberg y su situación financiera era muy inquietante.
El viaje de Mozart a Berlín era gratuito: acompañaba a su aristocrático patrón y compañero masón, el príncipe Karl Lichnowsky, que tenía sus propios motivos para visitar Berlín y había ofrecido a Mozart que lo acompañara.
Mozart y Lichnowsky salieron de Viena la mañana del 8 de abril de 1789. Llegaron a Praga el 10 de abril. En una carta escrita ese día a su esposa, Constanze, Mozart informó de las buenas noticias que le había dado el oboísta Friedrich Ramm, que viajaba a Berlín, que afirmaba que Federico Guillermo II de Prusia estaría esperándole ansioso en Potsdam. El Rey era una importante potencial fuente de ingresos por los conciertos y los encargos de nuevas obras. Mozart también informó a Constanze que había llegado a un acuerdo con Domenico Guardasoni, el director italiano de la ópera de Praga, para componer una nueva ópera por un importe de 250 ducados (aproximadamente 1000 florines).

## Itinerario

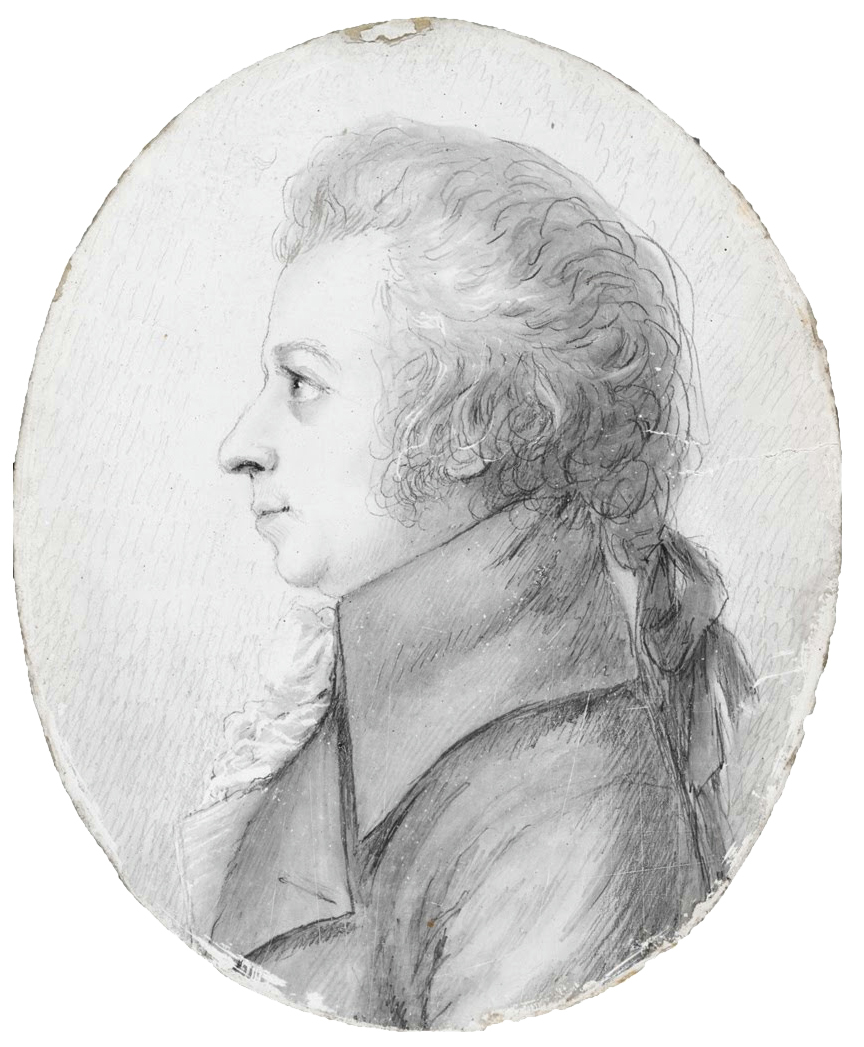
Retrato de Mozart realizado por Dora Stock en 1789 durante su visita a Dresde.

### Dresde
Su llegada a Dresde fue el 12 de abril donde Mozart y Lichnowsky se alojaron en el Hôtel de Pologne. Este hotel fue el escenario de un concierto el día siguiente; de acuerdo con Deutsch, "Mozart interpretó cuartetos con el organista Anton Teyber y el violonchelista Anton Kraft; también tocaron el trío para cuerdas, K. 563". En el mismo concierto, Mozart acompañó a su amiga Josepha Duschek que también había viajado a Dresde desde su casa en Praga. Duschek cantó arias de Las bodas de Fígaro y Don Giovanni. En una carta a su esposa Constanze, Mozart escribe que tocaron un cuarteto en la capilla del hotel. "Wir hatten bei uns a l'hotel de Boulogne ein quartett arrangirt. - wir machten es in der Kappelle mit Antoine Tayber..."
El día siguiente, Mozart actuó para el elector Federico Augusto I de Sajonia y su esposa Amalie. Entre sus colaboradores se incluyeron el violonchelista de nueve años Nikolaus Kraft y otra vez Josepha Duschek. Mozart tocó el Concierto Coronación K. 537 que acababa de componer y al día siguiente recibió una caja de rapé con 100 ducados.
El 15 de abril, tres días después de su llegada a la ciudad, Mozart almorzó con el embajador ruso, el príncipe Alexander Belovselsky-Beloserky, y luego organizó una prueba de habilidades, primero con el órgano y luego con el piano, contra el organista Johann Wilhelm Hässler.
Sobre el 16 o 17 de abril, Mozart realizó una visita al concejal consistorial Christian Gottfried Körner, un amigo de Friedrich Schiller. La cuñada de Körner, Dora Stock, fue una talentosa artista y tuvo la ocasión de realizar el esbozo de un retrato de Mozart en silverpoint sobre una tabla de marfil. Este tuvo que ser el último retrato realizado en vida al compositor.

### Leipzig

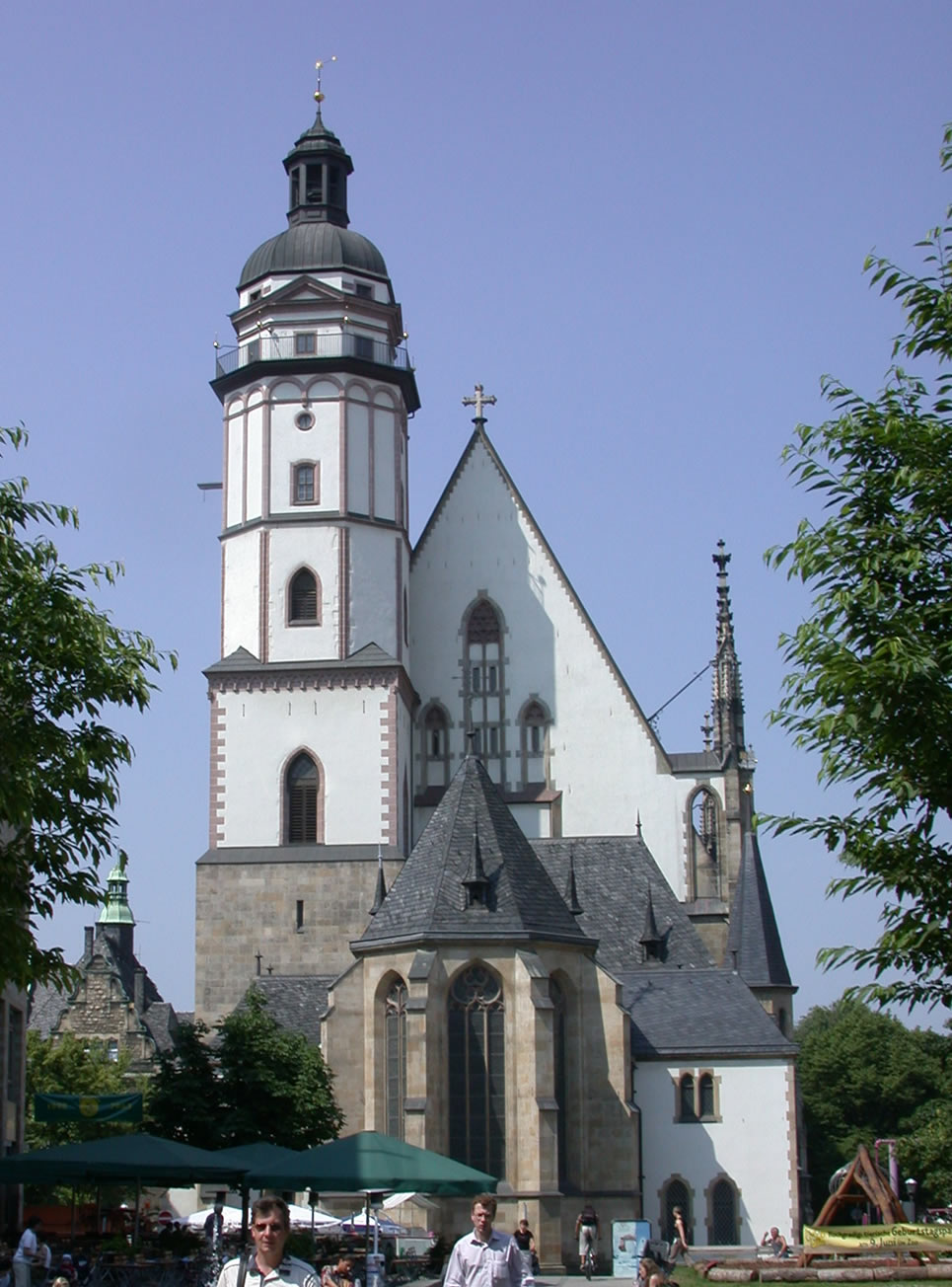
Mozart improvisó algunas piezas mientras interpretaba el órgano de la iglesia de Santo Tomás (Thomaskirche) de Leipzig.

El 18 de abril Lichnowsky y Mozart partieron rumbo a Leipzig, a donde llegaron dos días más tarde. La estancia de Mozart en la ciudad fue de 3 días. Visitó la famosa iglesia de Santo Tomás (Thomaskirche), donde Johann Sebastian Bach estuvo sirviendo como director musical durante varias décadas. Mozart se había convertido en un gran admirador de la música de Bach durante sus primeros años en Viena, gracias a la influencia de Gottfried van Swieten. Mozart improvisó en el órgano de la iglesia. El cantor Friedrich Doles, que había sido pupilo de Bach y del organista Karl Friedrich Görner, el hijo de Johann Gottlieb Görner, manipuló el mecanismo del órgano para él. Probablemente en esa ocasión, el coro de la Thomasschule interpretó el motete de Bach Singet dem Herrn ein neues Lied BWV 225 y Mozart aprovechó la ocasión para inspeccionar la dedicatoria.

### Berlín
El 23 de abril, Mozart viajó de Leipzig a Potsdam, cerca de Berlín, donde el rey Federico Guillermo II de Prusia tenía su residencia principal y llegaron el día 25. Mozart le contó a su esposa en una carta que el Rey estaba ansioso por conocerlo; si es así, la llegada fue una decepción según atestigua el siguiente documento de la corte:

Alguien llamado Mozart (quién en su ingreso declaró ser un maestro de capilla de Viena) informa que llegó aquí acompañado del Príncipe Lichnowsky, que deseaba poner su talento ante los pies de Su Soberana Majestad y esperaba que Su Soberana Majestad lo recibiera.

Leyendo esto, el Rey garabateó en el margen "Directeur du Port", que significaba que Mozart debería remitirse a Jean-Pierre Duport, el director de música de cámara real. Según Deutsch, Mozart "no tenía buena relación" con Duport. Intentando (según la opinión de Solomon) "congraciarse con él", Mozart compuso (el 29 de abril) un conjunto de nueve variaciones para piano sobre un minueto de Duport, K. 573. No les concedieron ninguna audiencia real en este tiempo, y de verdad, no hay ninguna prueba sólida de que Mozart la tuviera antes de abandonar Potsdam.

### Leipzig de nuevo
Mozart regresó brevemente a Leipzig el 8 de mayo, donde dio un concierto en el Gewandhaus el día 12. El programa del concierto estaba compuesto por completo por obras de Mozart: los conciertos para piano K. 456 y K. 503, dos escenas para soprano (K. 505 y K. 528) interpretadas por Josepha Duschek, la fantasía para piano solista K. 475 y dos sinfonías sin numeración. Siguiendo la costumbre de la época, la primera de las sinfonías fue escindida, interpretando el primero de los dos movimientos al comienzo del concierto y el segundo después del intermedio.
El concierto fue organizado en poco tiempo y, al parecer, no tuvo mucha afluencia de público. Mozart escribió a casa en una carta el 16 de mayo que "desde el punto de vista de los aplausos y el éxito el concierto fue absolutamente magnífico, pero los beneficios fueron lamentablemente escasos".
El príncipe Lichnowsky, que había viajado con Mozart todo este tiempo, abandonó Leipzig a mediados de mayo y los viajes posteriores de Mozart los realizó en solitario.
Mozart permaneció en Leipzig hasta el 17 de mayo, en parte debido a sus deseos (según informó en una carta a Constanze) de permanecer en compañía de un grupo de amigos que también estaban visitando la ciudad (Johann Leopold Neumann, Frau Neumann y Josepha Duschek). Su salida también se demoró, según informó a su esposa, por una escasez de caballos para realizar el viaje.

### Vuelta a Berlín y a casa
Mozart partió rumbo a Berlín y llegó el 19 de mayo. En sus cartas a Constanze informaba que en su segunda estancia en Berlín actuó ante el Rey y la Reina en el palacio real el 26 de mayo por la que recibió 100 friedrichs d'or (aproximadamente 800 florines) y encargos del Rey para que compusiera seis cuartetos para cuerdas y un conjunto de seis sonatas para piano fáciles para la princesa Federica.
La noche en que Mozart llegó a Berlín, al parecer asistió a una representación de su propia ópera El rapto en el Serrallo. Los periódicos locales no se hicieron eco de su presencia, pero fue constatada mucho más tarde (1856) en la publicación de las memorias póstumas del distinguido literato alemán Ludwig Tieck (1773-1853). Tieck no tenía más de 16 años en esa época y se refiere a sí mismo en tercera persona.

El respeto de Ludwig por Mozart fue recompensado de una forma sorprendente. Una tarde de 1789, entrando al teatro débilmente alumbrado y todavía vacío antes del comienzo de la representación, como era su costumbre, captó el interés de un hombre situado en el foso de la orquesta a quien no conocía. Era pequeño, de movimientos rápidos, agitado y con una expresión estúpida en su cara: una figura poco atractiva con un abrigo gris. Iba de un atril a otro y parecía que miraba con cuidado la música que había escrita en sus partituras. Ludwig por fin entabló conversación con él. Hablaron de la orquesta, del teatro, de la ópera y del gusto del público: Expresó sus puntos de vista de manera abierta, pero habló de las óperas de Mozart con una profunda admiración. "¿Entonces usted a menudo escucha las óperas de Mozart y es aficionado a ellas?", preguntó el forastero, "es muy bueno el joven". Continuaron su conversación un rato más, el auditorio se fue llenando lentamente y finalmente el forastero fue llamado por alguien en el escenario. Sus palabras extrañaron a Ludwig e hizo investigaciones. Era el propio Mozart, el gran maestro, quien había estado hablando con él y le había expresado su punto de vista.

Mozart abandonó Berlín el 28 de mayo, viajando por Dresde hacia Praga, donde permaneció desde el 31 de mayo al 2 de junio, y finalmente llegó a Viena a mediodía del 4 de junio.